# Portulaca saxifragoides
Portulaca saxifragoides är en portlakväxtart som beskrevs av Friedrich Welwitsch. Portulaca saxifragoides ingår i släktet portlaker, och familjen portlakväxter. Inga underarter finns listade i Catalogue of Life.